# Stephanie Murphy
Stephanie Murphy (Ho Chi Minh City, 16 de septiembre de 1978) es una docente, empresaria, asesora y congresista estadounidense, perteneciente a la Cámara de Representantes de los Estados Unidos. Forma parte del Partido Demócrata y representa al 7.° distrito congresional de Florida desde 2017.

## Primeros años y educación
Murphy nació en Ho Chi Minh City, anteriormente conocida como Saigón, en Vietnam. Sus padres huían del Vietnam comunista en 1979 cuando quedaron a la deriva en el mar y fueron rescatados por la Armada de los Estados Unidos. Se instalaron como refugiados en Virginia del Norte, donde Murphy creció.
Murphy se graduó como economista del College of William and Mary en el año 2000. También obtuvo su maestría de Servicio Exterior de la Universidad de Georgetown en el año 2004.

## Carrera
Antes de iniciar su carrera política en 2017 con su entrada al Congreso, Murphy trabajó como Especialista de Relaciones Exteriores para el Departamento de Defensa de los Estados Unidos entre 2004 y 2008.
De igual forma, Murphy trabajó como asesora en Deloitte Consulting, como ejecutiva en Sungate Capital y como profesora de negocios y emprendimiento en el Rollins College hasta el año 2016.
La congresista Murphy se desempeña como miembro del Grupo de Trabajo sobre Violencia con Armas, el Grupo de Soluciones Climáticas, el Grupo de Igualdad LGBTQ, el Grupo de los Estados Unidos del Pacífico Asiático del Congreso (CAPAC, por sus siglas en inglés) y la Coalición de Nuevos Demócratas. Actualmente, también ejerce un puesto en el Comité de Medios y Arbitrios, en el Subcomité de Comercio y en el Subcomité de Apoyo al Trabajador y la Familia. Previamente, durante el periodo 2017-2018, perteneció al Comité de Servicios Armados y al Comité de Pequeños Negocios.

## Vida personal
Murphy reside en Winter Park, con su esposo Sean Murphy y sus dos hijos pequeños. En su tiempo libre, es una ávida lectora y pescadora, y a menudo lleva a sus hijos a disfrutar de las playas y costas de Florida.